# Rimsdorf
Rimsdorf je občina v departmaju Bas-Rhin francoske regije Grand Est.
Leta 2016 je v občini živelo 311 oseb oz. 51 oseb/km².